# Água de rosas
Água de rosas (persa: |گلاب Golâb, turco: Gül suyu, árabe: ماء ورد Mây ward) é um adjuvante utilizado na farmacotécnica composto por essência de rosas e água. Utiliza-se também água de rosas na culinária, em cosméticos e em rituais hindus. 
A água de rosas ou o hidrolato de rosas, se obtém a partir da destilação de pétalas de rosa no alambique. Por arraste do vapor de água se obtém o óleo essencial de rosas e separadamente a água de rosas ou hidrolato. Que é a água utilizada no processo da destilação, que contém as moléculas hidrosolúveis da flor.
Tem a misma textura que a água e o aroma característico da rosa. A essência da melhor qualidade e mais cara provêm da Bulgária, extraída da rosa de Alejandria ou de Damasco, localizada em Marruecos como rosa damascena.
No entanto, a água de rosas contém uma quantidade muito pequena de componentes ativos dos que se extraem do óleo essencial das rosas. Eles são mais macios e versáteis.

## História
A água de rosas tem origem antiga. É produzida pelo povo árabe desde o século IX. Alguns pesquisadores acreditam que foram os indianos os criadores do produtos, já outros pensam que surgiu ao mesmo tempo na Índia, Bulgária e mundo árabe.